# Comunitat de municipis Callac - Argoat
La Comunitat de Municipis Callac - Argoat (en bretó Kumuniezh kumunioù Kallag-Argoad) és una estructura intercomunal francesa, situada al departament de les Costes d'Armor a la regió Bretanya, al País de Centre Oest Bretanya. Té una extensió de 294,14 kilòmetres quadrats i una població de 6.281 habitants (2007).

## Composició
Agrupa 11 comunes :
1. Bulat-Pestivien
2. Calanhel
3. Callac
4. Carnoët
5. Duault
6. Lohuec
7. Maël-Pestivien
8. Plourac'h
9. Plusquellec
10. Saint-Nicodème
11. Saint-Servais